# 응급남녀
《응급남녀》는 2014년 1월 24일부터 2014년 4월 5일까지 방영된 tvN 금토 드라마이다.

## 등장 인물

### 주요 인물
- 송지효 : 오진희(33세) 역 - 인턴
- 최진혁 : 오창민(30세) 역 - 인턴
- 이필모 : 국천수(35세) 역 - 응급의학과 치프
- 최여진 : 심지혜(34세) 역 - 외과 조교수
- 클라라 : 한아름(26세) 역 - 인턴

### 진희의 주변 인물
- 이미영 : 조양자(58세) 역 - 진희의 어머니
- 전수진 : 오진애(29세) 역 - 진희의 여동생
- 박두식 : 김광수(29세) 역 - 진애의 남편, 인디가수

### 창민의 주변 인물
- 박준금 : 윤성숙(58세) 역 - 창민의 어머니
- 강신일 : 오태석(62세) 역 - 창민의 아버지, 의사, 생태계 연구원
- 박지일 : 윤성길 역 - 창민의 외삼촌, 윤병원 병원장
- 박리디아 : 윤성미 역 - 창민의 첫째 이모
- 홍성숙 : 윤성자 역 - 창민의 둘째 이모

### 병원 식구들
- 윤종훈 : 임용규(27세) 역 - 인턴
- 임현성 : 박상혁(27세) 역 - 인턴
- 천민희 : 이영애(26세) 역 - 인턴, 상혁의 아내
- 최범호 : 고중훈(50대 후반) 역 - 응급의학과 과장
- 박성근 : 안영필(38세) 역 - 외과 전문의
- 허재호 : 장대일 역 - 레지던트 3년차
- 권민 : 김민기 역 - 레지던트 1년차
- 김현숙 : 최미정(40세) 역 - 응급실 수간호사
- 이선아 : 허영지(25세) 역 - 응급실 간호사
- 최유라 : 손예슬(23세) 역 - 응급실 간호사

### 그 외 인물
- 경인선
- 한은선 : 진희의 친구 역
- 송유현 : 진희의 친구 역
- 김봉수
- 이두석 : 창민의 후배의사 역
- 김송하
- 김설경
- 황규인
- 김준우 : 창민의 학교후배, 의사 역
- 김추월 : 신애 역
- 유옥주 : 진희 엄마의 친구 역
- 서민경 : 진희 엄마의 친구 역
- 한상규
- 박진수 : 경찰 역
- 안성헌
- 강성철 : 아름에게 전화번호를 물어보는 환자 역
- 이대승
- 신동훈 : 치료를 거부하는 환자 역
- 신우철 : 오창민 맞선녀의 전 맞선남 역
- 원승묵
- 김연수 : 조교 역
- 신현호 : 김 비서 역 - 윤성숙의 비서
- 정세형 : 정 교수 역
- 김미선 : 엠마 역 - 환자
- 임채선 : 엠마의 남편 역
- 주현진
- 박진성
- 김기범
- 김미량
- 김영철
- 한여울 : 아웃도어 매장직원 역
- 박용 : 의대 교수 역
- 김종태
- 임지영 : 최은석 환자의 부인 역
- 김지나 : 환자 역
- 박성준 : 사후피임약 처방 받으러 온 남편 역
- 한길주 : 사후피임약 처방 받으러 온 부인 역
- 이봉규 : 기침과 객혈하는 환자 역
- 최효상 : 한아름의 아버지 역 - 장관
- 오정원 : 한아름의 어머니 역
- 여운복 : 의사 역 - 오태석의 개인병원 주치의
- 천소라
- 서병덕 : 의사 역 - 오태석을 수술한 의사
- 이정주
- 남정희 : 폐암 환자 역
- 장준호 : 폐암 환자의 보호자 역
- 이재욱 : 한아름에게 치근덕대는 환자 역
- 김선화 : 김천중 환자의 보호자 역
- 홍석연 : 마을 주민 역
- 서광재 : 심지혜의 아버지 역
- 박혜진 : 심지혜의 어머니 역
- 이진권

### 아역
- 권준영 : 김국 역 - 오진애와 김광수의 아들
- 미상 : 지민 역 - 심지혜의 딸

### 특별출연
- 윤주상 : 신부 역 - 창민의 스승, 결혼식 주례사, 고은철의 보호자 (1화, 14화)
- 전수경 : 병원장 역 - 창민이 영업하려는 병원 원장 (1화)
- 이한위 : 전형석 역 - 내과전문의, 진희와 창민의 주치의 (1화)
- 윤봉길 : 취객 환자 역 (2화, 3화)
- 정주리 : 창민의 맞선녀 역 (3화)
- 인교진 : 서영욱 역 - 식도암 기관절개 환자 수술한 의사 역 (4화, 5화)
- 개리 : 대리운전 기사 역 (6화)
- 딕펑스(DICKPUNKS) : 본인들 역 - 진애가 소속된 밴드 (6화)
- 박지우 : 댄스스포츠 강사 역 - 지혜가 춤 배우는 강습소 강사 (8화)
- 이은결 : 본인 역 - 창민이 진희에게 프로포즈할 때 이벤트를 진행해 준 마술사 (13화)
- 나르샤 : 환자 역 - 창민을 성추행범으로 오해하는 여자 (19화)
- 김강현 : 환자 역 (19화)

## 시청률
최저 시청률과 최고 시청률은 시청률 조사회사와 지역별로 시청률에 차이가 있을 수 있습니다.
| 2014년 | 2014년   | 2014년          | 2014년          | 2014년            | 2014년            |
| 회차   | 방송일자 | AGB 전국 시청률 | AGB 전국 시청률 | AGB 수도권 시청률 | AGB 수도권 시청률 |
| 회차   | 방송일자 | 평균 시청률     | 최고 시청률     | 평균 시청률       | 최고 시청률       |
| ------ | -------- | --------------- | --------------- | ----------------- | ----------------- |
| 제1회  | 1월 24일 | 2.328%          | 3.7%            | 2.626%            | %                 |
| 제2회  | 1월 25일 | 2.748%          | 3.8%            | 2.741%            | 4.0%              |
| 제3회  | 1월 31일 | 1.887%          | %               | 1.844%            | %                 |
| 제4회  | 2월 1일  | 2.572%          | 3.7%            | 1.994%            | %                 |
| 제5회  | 2월 7일  | 3.338%          | 4.6%            | 3.496%            | %                 |
| 제6회  | 2월 8일  | 2.793%          | 4.3%            | 3.142%            | 4.9%              |
| 제7회  | 2월 14일 | 3.800%          | 5.1%            | 4.520%            | 6.0%              |
| 제8회  | 2월 21일 | 3.641%          | 4.7%            | 3.731%            | 5.0%              |
| 제9회  | 2월 22일 | 3.771%          | 4.7%            | 4.204%            | 5.5%              |
| 제10회 | 2월 28일 | 3.421%          | 4.3%            | 3.645%            | 4.8%              |
| 제11회 | 3월 1일  | 3.912%          | 4.8%            | 4.591%            | 5.9%              |
| 제12회 | 3월 7일  | 3.867%          | 5.4%            | 4.445%            | 6.6%              |
| 제13회 | 3월 8일  | 4.144%          | 5.0%            | 5.281%            | 6.3%              |
| 제14회 | 3월 14일 | 3.825%          | 5.5%            | 4.863%            | 6.7%              |
| 제15회 | 3월 15일 | 3.934%          | 4.9%            | 4.031%            | %                 |
| 제16회 | 3월 21일 | 4.020%          | 5.2%            | 4.710%            | 6.2%              |
| 제17회 | 3월 22일 | 4.802%          | 5.9%            | 5.756%            | 7.3%              |
| 제18회 | 3월 28일 | 4.143%          | 5.2%            | 4.872%            | %                 |
| 제19회 | 3월 29일 | 4.526%          | 5.6%            | 5.469%            | %                 |
| 제20회 | 4월 4일  | 3.893%          | 5.7%            | 5.351%            | %                 |
| 제21회 | 4월 5일  | 5.083%          | 5.9%            | 6.264%            | 7.3%              |

## 수상
- 2015년 제 3회 드라마피버 어워즈 - 최우수 작품상, 최우수 연기상(송지효)
- 관련기사

## 연장
- 2014년 3월 21일 : 응급남녀 방영 분량이 20부작에서 1회 연장되어 21부작으로 변경되었으며, 이 구성으로 확정되었다.